# Saint-Cricq-Chalosse
Saint-Cricq-Chalosse (gaskonsko Sent Cric de Shalòssa) je naselje in občina v francoskem departmaju Landes regije Akvitanije. Naselje je leta 2009 imelo 639 prebivalcev.

## Geografija
Kraj leži v pokrajini Gaskonji 33 km jugozahodno od Mont-de-Marsana.

## Uprava
Občina Saint-Cricq-Chalosse skupaj s sosednjimi občinami Aubagnan, Castelner, Cazalis, Hagetmau, Horsarrieu, Labastide-Chalosse, Lacrabe, Mant, Momuy, Monget, Monségur, Morganx, Peyre, Poudenx, Sainte-Colombe, Serres-Gaston in Serreslous-et-Arribans sestavlja kanton Hagetmau s sedežem v Hagetmauu. Kanton je sestavni del okrožja Mont-de-Marsan.

## Zanimivosti
- cerkev sv. Kirika,
- arena Saint-Cricq-Chalosse.